# 700 до н. е.

## Події
- Перемога Сінаххеріба над союзом халдеїв та Вавилона. На престол Вавилона посаджений Ашшур-надін-шумі, старший син Сінаххеріба.
- приблизна дата заснування Самарканду.